# Найпол, Шива
Шива Найпол (полное имя и фамилия — Шивадхар Шривинаса Найпол) (англ. Shiva Naipaul; 25 февраля, 1945, Порт-оф-Спейн, Тринидад и Тобаго — 13 августа 1985) — английский писатель и журналист индийского происхождения, младший брат В. С. Найпола, лауреата Нобелевской премии по литературе 2001 года.

## Биография
Обучался в Queen’s Royal College и Saint Mary’s College (Тринидад и Тобаго). Затем выехал в Великобританию, где изучал синологию в Оксфордском университете.
После окончания Оксфорда работал журналистом. Писал статьи для консервативного журнала The Spectator.
Ш. Найпол умер утром 13 августа 1985 в возрасте 40 лет во время работы за столом от сердечного приступа.
После его смерти журнал The Spectator учредил «Премию имени Шивы Найпола» (Shiva Naipaul Memorial Prize) для авторов, отличившихся в написании литературного произведения о путешествии, людях и культуре чужой страны.

## Творчество
Как прозаик дебютировал в 1970 году. Его первый комический роман «Светлячки» завоевал в том же году премию за лучшее региональное литературное произведение Winifred Holtby Memorial Prize Королевского литературного общества.

## Избранная библиография
Автор романов, повестей и рассказов.
- Fireflies (1970)
- The Chip-Chip Gatherers (1973)
- North of South (1978)
- Black & White (1980)
- Love and Death in a Hot Country (1983)
- Beyond the Dragon’s Mouth: Stories and Pieces (1984)
- An Unfinished Journey (1986).
- A Man of Mystery and Other Stories (1995)